# Евосмос
Евосмос (грч. Εύοσμος) је градско насеље и друго по величини предграђе града Солуна. Евозмос припада округу Солун у оквиру периферије Средишња Македонија, где улази у састав општине Корделио-Евосмос.

## Положај
Евосмос се налази северозападно од управних граница општине Солун. Удаљеност између средишта ова два насеља је око 10 км. Захваљујући сустицању три ауто-пута (од Атине, од Северне Македоније и од Тракије) у насељу Евосмос се налази у подручју убрзаног развоја Великог Солуна.

## Становништво
Већина становништва Евосмоса води порекло од грчких пребеглица из Мале Азије из времена 1920-их година.
У последња три пописа кретање становништва Евосмоса било је следеће:
| 2001.  | 2011.  | 2021.  |
| ------ | ------ | ------ |
| 54.825 | 74.686 | 79.221 |